# لاوانیو
لاوانیو (به ایتالیایی: Lavagno) یک کومونه در ایتالیا است که در استان ورونا واقع شده‌است.

## خصوصیات
لاوانیو ۱۴٫۶ کیلومترمربع مساحت و ۶٬۲۲۲ نفر جمعیت دارد و ۶۷ متر بالاتر از سطح دریا واقع شده‌است.